# Star Girl
Star Girl é o décimo single da banda McFLY, lançado no dia 23 de Outubro de 2006 pela Island Records. Em 2009, "Star Girl" foi tocada para astronautas no espaço pela NASA, após diversos pedidos de fãs da banda.

## Faixas[2]
CD 1
1. "Star Girl"
2. "We Are the Young"

CD 2
1. "Star Girl"
2. "Silence is a Scary Sound" (Live from Manchester)
3. "Transylvania"
4. "Star Girl (U-MYX Track)"
5. "Silence is a Scary Sound" (Live Video from Manchester)
6. "Just My Luck" (DVD Trailer)

DVD
1. "Star Girl" (Audio)
2. "Star Girl" (Video)
3. "Behind the Scenes Footage from the Just My Luck Set" (Video)
4. "Harry's Scene in Just My Luck"